# Glamour (film)
A Glamour 2000-ben bemutatott magyar filmdráma, Gödrös Frigyes rendezésében, Eperjes Károly, Ónodi Eszter és Cserna Antal főszereplésével. A rendező saját családja életéből merítette a film témáját, a forgatókönyvet is maga írta. Az öt év alatt elkészült filmalkotás első változatát az 1999. évi filmszemle közönsége láthatta először, végső formájában a 2000-es filmszemle versenyprogramjában mutatkozott be. Premierje után a Glamourt, egyetlen magyar játékfilmként meghívták az ötvenedik évfordulóját ünneplő Berlini Nemzetközi Filmfesztiválra is.

## Cselekmény
A film középpontjában az ortodox zsidó családból származó Apa áll, akit egy álma különös terv végrehajtására sarkallja. A terv lényege, hogy az eljövendő utódok jobb sorsa érdekében "vérfrissítésre" van szükség a családban: egy birodalmi német, "árja" leányt kell feleségül vennie. Ez azonban nem egyszerű: bár a család egyik régi, házasságközvetítőként működő barátja révén sikerül megismerkednie egy gyönyörű szőke leánnyal, s a találkozásból szerelem születik, a hatályos jogszabályok szerint a lány csak árja férfihoz mehet hozzá.
A megoldás a problémára a kárpitos-bútorkereskedő család jogtanácsosának fejében születik meg: a lánynak előbb egy látszatházasságot kell kötnie egy, jogilag "megfelelő" férfival, majd elválnia attól, hiszen elvált asszonyra már nem vonatkoztak ilyen korlátozások. Adódik következő lépésként az új feladat: találni kell egy álférjet, aki alkalmas is a feladatra, és egyben garantálja is, hogy egy ujjal sem nyúl a "feleségéhez". A bolt régi, hűséges alkalmazottja vállalkozik is a szerepre, beleértve az önmegtartóztatást is, az Apa azonban így is alig bír féltékenységével, a nagyapa pedig eközben tajtékzik már a gondolatától is, hogy a fia elhagyja az ősi vallást.
Végül mégis sor kerülhet a vágyott házasságra és hamarosan megszületik a pár gyermeke is; a továbbiakban a film az ő szemszögéből láttatja a család életét és viszontagságait. Megjelenik a képsorokon a történelem viharaival dacoló kárpitos üzlet, ahol az egyik szekrényből titkos lépcső vezet le a pincében lévő búvóhelyre – oda, ahol idővel nemcsak zsidók, de katonaszökevények (köztük a mama Wehrmacht-tiszt fivére) próbálják együtt átvészelni a háborút. A boltajtóba pedig néha a német egyenruhás rokont, néha a pajeszos nagypapát, noha pedig a proletárnak tanuló hű alkalmazottat kell kiállítani, hogy elhárítsa – több-kevesebb sikerrel – a kis családi közösséget aktuálisan fenyegető veszélyt. 

## Közreműködők

### Szereplők
- Eperjes Károly – Apa
- Ónodi Eszter – Anya
- Cserna Antal – Árja Anti
- Szűcs Lajos – Huber Jani
- Derzsi János – Pelbárt atya
- Barkó György – Nagyapa
- Cseke Katinka – Angéla
- Dr. Horváth Putyi – Ember, kenyérrel
- Terhes Sándor – Főtiszt
- Helyey László – Narrátor
- Bubik István – Házmester

### Alkotók
- Rendező: Gödrös Frigyes
- Forgatókönyvíró: Gödrös Frigyes
- Zeneszerző: Melis László
- Operatőr: Kardos Sándor
- Jelmeztervező: Breckl János
- Producer: Gödrös Katalin, Mathias Gödrös, Ilona Grundmann, Gerald W. Kruse, Sipos Kornél
- Látványtervező: Pauer Gyula
- Vágó: Rigó Mária

## Kritikák, ismertetések a filmről
- Bori Erzsébet: Leveskultusz Filmvilág, 43. évfolyam, 10. szám (2000. október), 10-11. oldal; online hozzáférés (Arcanum): 2025. március 5.
- tv: Glamour Pesti Műsor, 49. évfolyam, 42. szám (2000. október 19.), 107. oldal; online hozzáférés (Arcanum): 2025. március 5.
- Lovass Ildikó: Glamour: sorstöredékek emlékkönyve Szabad Föld, 56. évfolyam, 44. szám (2000. október 31.), 15. oldal; online hozzáférés (Arcanum): 2025. március 5.
- Bernáth László: Glamour és Portugál Köznevelés, 56. évfolyam, 34. szám (2000. november 3.), 17. oldal; online hozzáférés (Arcanum): 2025. március 5.